# یارلا
یارلا (نام علمی: Yarrella) نام یک سرده از تیره فروغ‌ماهیان است.